# Piri
Piri – miasto w Angoli, w prowincji Bengo.